# الواد الحي (كفايت)
الواد الحي هي إحدى مشيخات المملكة المغربية، تتبع جغرافيا لإقليم جرادة وإداريًا لكفايت. يقدر عدد سكانها بـ 857 نسمة حسب الإحصاء الرسمي للسكان والسكنى لسنة 2004.